# Instituto Leibniz de Cultivos Vegetales y Ornamentales
El Instituto Leibniz de Cultivos Hortícolas y Ornamentales (IGZ, acrónimo del alemán para Leibniz-Institut für Gemüse- und Zierpflanzenbau) es un instituto del Conglomerado de Leibniz ("Asociación Leibniz"/"Leibniz-Gemeinschaft"). El IGZ lleva a cabo investigación en ciencia básica de las plantas con vistas a posibles aplicaciones en plantas hortícolas y ornamentales y el uso de la biodiversidad vegetal.

## Historia
La historia del instituto se remonta a 1924, cuando bajo la dirección de Johannes Reinhold, el " Lehr- und Forschungsanstalt für Gartenbau (LuFa)" (Instituto de Investigación y Enseñanza de Horticultura (LuFa)), en Berlín-Dahlem, estableció nuevos campos de prueba y un instituto de investigación hortícola en Großbeeren. Hasta 1949 el instituto formaba parte del "Institut Bestandteil der Lehr- und Forschungsanstalt" (Instituto de enseñanza e investigación). 
Con la fundación de la RDA, se estableció en Großbeeren el "Zentralforschungsinstitut für Gemüsebau" (Instituto Central de Investigación para el Cultivo de Hortalizas), que posteriormente se convirtió en un instituto de la "Akademie der Landwirtschaftswissenschaften der DDR" (Academia de Ciencias Agrícolas de la RDA). 
El departamento de investigación de plantas ornamentales de "VEG Saatzucht-Zierpflanzen Erfurt" de "VVB Saat- undrop Quedlinburg" se estableció en la localidad de Erfurt. Hasta 1989 llevó a cabo investigaciones orientadas a la aplicación para resolver técnicas, cultivo de plantas, y cultivos con problemas específicos, así como el desarrollo de procesos productivos y estudios de gestión del trabajo. 
Después de la reunificación, ambas instituciones fueron evaluadas por el Consejo de Ciencias en 1991. El 1 de enero de 1992, sobre la base de las recomendaciones del Consejo Científico, se restableció el " Institut für Gemüse- und Zierpflanzenbau Großbeeren/Erfurt e. V" (Instituto de Cultivo de Vegetales y Plantas Ornamentales Großbeeren/Erfurt. V.), y la inclusión en el financiamiento conjunto de la investigación federal y estatal como instituto Lista Azul. El sitio de Erfurt se abandonó en 2016 y el Centro de Investigación de Cultivos Hortícolas (FGK) se fundó allí en enero de 2019 que ahora coopera con el "IGZ en Großbeeren".

## Tareas
Los avances en la investigación básica han dado lugar a interesantes preguntas de investigación y nuevos métodos analíticos que pueden contribuir a una mejor comprensión de las plantas y sus interacciones con el medio ambiente. El IGZ contribuye a estos avances y los utiliza para desarrollar sistemas de producción sostenibles en horticultura.
El IGZ se esfuerza por lograr la excelencia en la investigación hortícola y en áreas relacionadas de las ciencias naturales y ambientales. Uno de los objetivos de la IGZ es promover el desarrollo sostenible de los medios de vida en países y regiones con bajos ingresos y condiciones de vida inseguras. El trabajo del instituto es interdisciplinario e internacional, y se caracteriza esencialmente por proyectos financiados por terceros. El trabajo de investigación del instituto se divide en cinco departamentos:     
- "FUNCT" Biología vegetal funcional: el objetivo del trabajo en esta área del programa es obtener una comprensión mecánica de las funciones de las plantas en diferentes niveles de organización biológica (desde la célula hasta el soporte de la planta).

- "Sistema MICRO" Sistemas Planta-Microbio: Esta área del programa analiza la influencia de los microorganismos en los cultivos hortícolas y la regulación sistemática de la actividad microbiana en el medio ambiente por parte de las plantas.

- "BIOINF" genómica y bioinformática en horticultura: La tarea de investigación de la cátedra y el área del programa BIOINF es el establecimiento, pero también el nuevo desarrollo de métodos y estructuras para almacenar y procesar datos 'ómicos' primarios y estos datos procesados entre sí y con otros datos, p. B. del área humana o biología del ecosistema.

- "CALIDAD" Calidad de las plantas y seguridad alimentaria: El impacto de las plantas y los alimentos de origen vegetal en la nutrición y el bienestar humanos depende en gran medida de la diversidad, composición y calidad de las plantas, así como de factores socioeconómicos. Esta área del programa estudia estas interacciones y dependencias desde perspectivas biológicas, ecológicas y socioeconómicas.

- "HORTSYS" Sistemas Hortícolas del Futuro (Sistemas Hortícolas de Próxima Generación): Esta área de programa se ocupa del uso sostenible de los cultivos hortícolas en los sistemas de cultivo, incluido el desarrollo de estrategias de gestión innovadoras para la adaptación al cambio climático.

La biblioteca científica especializada del instituto tiene un stock de más de 60.000 volúmenes de libros y revistas, así como otras publicaciones sobre temas de horticultura, biología, microbiología, ecología, nutrición vegetal, propagación de plantas, fisiología vegetal de Alemania y del extranjero. Cultivo de plantas ornamentales Großbeeren/Erfurt e. V. y la inclusión en el financiamiento conjunto de la investigación federal y estatal como instituto Lista Azul. El sitio de Erfurt se abandonó en 2016 y el Centro de Investigación de Cultivos Hortícolas (FGK) se fundó allí en enero de 2019, que ahora coopera con el IGZ en Großbeeren.